# Eriborus furvus
Eriborus furvus là một loài tò vò trong họ Ichneumonidae.